# Кюнт Капу
Кюнт Капу е единствената запазена порта от крепостната стена на стария Русе. Намира се в близост до православния храм „Света Петка“.
Буквално Кюнт Капу се превежда като „вратата с тръбата“, заради част от водоснабдителната система на града. Този водопровод е захранвал чешмата в двора на Свети-Георгиевското училище (днес училище „Ангел Кънчев“). Тази чешма е единствената запазена от XVIII век в град Русе.
Според клаузите на Берлинския мирен договор от 1878 година всички крепости в Княжество България са разрушени. От Русчушката крепост е запазена само тази порта и нейната обкована с желязо врата.